# 諸星典子
諸星 典子（もろぼし のりこ、1977年 - ）は、日本の児童文学評論家。児童文学研究者。神奈川県生まれ。

## 経歴・人物
2005年、白百合女子大学大学院児童文学専攻博士課程満期退学。2006年4月より同大学非常勤講師。現代日本児童文学を専門とする。
2001年「ウェーブレット解析を用いた異文化受容の心理学的研究」により、2000年度の可視化情報学会学会賞グッドプレゼンテーション賞奨励賞受賞。2005年5月、「ホログラフィとしての作品世界――梨木香歩『からくりからくさ』試論――」で第2回日本児童文学者協会評論新人賞佳作。2007年5月にも、「グラデーションする世界の果て」で第3回同賞佳作。「図書新聞」、「産経新聞」などの書評欄連載で評論活動を展開。

## 作品リスト

### 単行本
共著
- 『スペクトル解析ハンドブック』（日野幹雄/編、朝倉書店、2004年2月）
- 『児童文学の異界・魔界 (てらいんくの評論)』（白百合怪異研究会/編、てらいんく、2006年2月）
- 『児童文学・21世紀を読む』（共著、児童文学評論研究会/編、2018年8月）

### 雑誌掲載作品
学術論文
- 「ウェーブレット解析を用いた異文化受容の心理学的研究」 - 『可視化情報学会誌』20巻1号（可視化情報学会、2000年7月）[3]
- 「読書における世界観推移の可視化――ウェーブレット変換による解析」 - 『可視化情報学会誌』21巻1号（可視化情報学会、2001年7月）[4]
- 「紙芝居にみる暗黙知――『人魚ひめ』の分析」 - 『可視化情報学会誌』22巻1号（可視化情報学会、2002年7月）[5]
- 「ウェーブレット解析による人物配置の可視化」 - 『可視化情報学会誌』22巻1号（可視化情報学会、2002年7月）[6]
- 「あたらしい言語空間へ――『キッドナップ・ツアー』における形式の一考察――」 - 『研究子どもの文化』 No.6（子どもの文化研究所、2004年11月）
- 「浮遊する日常物語と帰属するファンタジー――『キッドナップ・ツアー』と『西の善き魔女』から緩衝地帯の児童文学を考える」 - 『白百合女子大学児童文化研究センター研究論文集』第8号（白百合女子大学児童文化研究センター、2005年3月）
- 「よしもとばなな『High and dry(はつ恋)』雑感」 - 『白百合児童文化』第14号（白百合女子大学児童文化学会、2005年3月）
- 「『キノの旅』を読みながら「リアル」を考える」 - 『白百合児童文化』第16号（白百合女子大学児童文化学会、2007年3月）

文芸評論
- 「瓦解する幻影」（全6回）[7] - 『ネバーランド』（てらいんく）第2号（2005年2月） - 第7号（2006年7月）連載
- 「グラデーションする世界の果て」 - 『日本児童文学』2007年7-8月号
- 「日常の深みへ」(石井睦美論) - 『日本児童文学』2014年3-4月号

### その他
- 「書評 一柳廣孝編著、東雅夫、宮川健郎ほか著『「学校の怪談」はささやく』<学校の怪談>という宇宙」 - 『白百合児童文化』15号（白百合女子大学児童文化学会、2006年3月）
- 『雨の動物園 私の博物誌』舟崎克彦（岩波少年文庫146、2007年9月） - 「解説」寄稿
- 「創作時評 秋の残り香（藤野恵美著『世界で一番のねこ』 村山早紀『ふしぎ探偵レミ なぞの少年と宝石泥棒』『ふしぎ探偵レミ なぞの少年とコスモスの恋』ほか）」	 - 『日本児童文学』2009年1-2月号（日本児童文学者協会）
- 「創作時評 ここではない、どこかで。(岡田晴恵著『病気の魔女と薬の魔女』川口政幸著『からくり夢時計』竹内もと代著『キジ猫キジとののかの約束』ほか)」 - 『日本児童文学』2009年3-4月号（日本児童文学者協会）
- 「OG対談 キャンバスから表現世界へ」(やたみほとの対談) - 『開花宣言』第1号（白百合女子大学児童文化学科児童文学・文化専攻研究室、2009年3月）
- 「創作時評 読書する時間（一歩歩著『百年戦争 ドワーフ物語』花形みつる著『椿先生、出番です!』蜂飼耳著『のろのろひつじとせかせかひつじ』ほか)」 - 『日本児童文学』2009年5-6月号（日本児童文学者協会）
- 「同人誌評」 - 『日本児童文学』2010年1・2月号 / 5・6月号 / 9・10月号 連載[8]